# Halina Kwiatkowska
Helena Królikiewiczówna (25 de abril de 1921 - 13 de noviembre de 2020) más conocida como Halina Kwiatkowska, fue una actriz y educadora polaca. Nacida en Bochnia, Polonia. Kwiatkowska es conocida por interpretar a Katarzyna Staniewiczowa en Cenizas y diamantes (1958), Krzeszowska en The Doll y Zofia en Llegaron los turistas (2007). 
Kwiatkowska murió en Konstancin, Polonia, el 13 de noviembre de 2020 a los 99 años.

## Filmografía
- Cenizas y diamantes (1958)
- Lalka (1968)
- Wiktoryna czyli czy Pan pochodzi z Beauvais? (1972)
- 07 zglos sie (1978)
- Teatr Telewizji (1983)
- Smierc Johna L. (1988)
- Oszolomienie (1989)
- Karol, el hombre que se convirtió en Papa (2005)
- Llegaron los turistas (2007)
- Przeznaczenie (2010)